# The Taciturn
The Taciturn ist eine 2013 gegründete Funeral-Doom-Band.

## Geschichte
Paulo Kolb und Wagner Müller schieden nach dem Jahr 2011 aus der Death-Doom-Band Lachrimatory und gründeten mit The Taciturn circa 2013 ein gemeinsames Folgeprojekt unter der Hilfe des Bassisten Daniel Kröger. In den Jahren nach der Bandgründung veröffentlichte das Trio vereinzelt Stücke, die Teil des späteren Albums wurden. Das Debüt The Ultimate Sickness erschien am 11. August 2020 über das argentinische Label Eclipsys Lunarys Productions. Das Album wurde wenig Rezensiert aber durchaus positiv angenommen. The Ultimate Sickness sei „in Traurigkeit gehüllte Musik“, mit einer „hervorragenden Produktion“ womit das Album „zu einem der großen Alben des nationalen Doom Metals“ gerechnet werden müsse schrieb Fábio Brayner für das brasilianische Webzine The Old Coffin Spirit. Der Sachbuchautor Stefano Cavanna sah die Band als Kompetent und das Album als „angenehm und ausreichend intensiv“ um den gegebenen „Mangel an Originalität“ auszugleichen.

## Stil
Inspiriert von Gruppen wie Shape of Despair, Comatose Vigil, Ea und Colosseum spielt The Taciturn einen geradlinigen und atmosphärischen Funeral Doom mit einem ausgeprägten melodischen Gespür.

## Diskografie
- 2020: The Ultimate Sickness (Album, Eclipsys Lunarys Productions)